# 이기우 (배우)
이기우(李己雨, 1981년 10월 23일 ~ )는 대한민국의 모델출신 배우,방송인,유튜버이다.

## 학력
- 서이초등학교
- 서울고등학교 (졸업)
- 단국대학교 경영학 (학사)
- 단국대학교 정책경영대학원 문화예술경영학 (석사)

## 생애
그는 서울특별시 출신인 신장은 193cm, 체중은 83kg, 혈액형은 A형이다.
2002년에 《햄릿》으로 연극배우로 데뷔하였으며, 2003년 영화 《클래식》으로 영화배우 데뷔하였다. 
이후 2006년 일본의 '다스' 초콜릿 모델로 발탁되었다. 2년 후 2008년 제1회 대한민국 주얼리 어워드 에메랄드상을 수상하였다.

## 출연작

### 드라마
| 연도   | 방송사    | 장르            | 제목               | 역할                     |
| ------ | --------- | --------------- | ------------------ | ------------------------ |
| 2004   | SBS       | 월요시트콤      | 혼자가 아니야      | 이기우 역                |
| 2005   | KBS2      | 월화드라마      | 이 죽일 놈의 사랑  | 김준성 역                |
| 2006   | MBC       | 주말특별기획    | 발칙한 여자들      | 루키/장우진 역           |
| 2007   | OCN       | 금요드라마      | 키드갱             | 이칼날 역                |
| 2008   | SBS       | 드라마스페셜    | 스타의 연인        | 정우진 역                |
| 2011   | tvN       | 월화드라마      | 꽃미남 라면가게    | 최강혁 역                |
| 2012   | KBS Drama | 토요드라마      | 자체발광 그녀      | 아이돌 그룹 출신 가수 역 |
| 2012   | MBC       | 일일시트콤      | 스탠바이           | 류기우 역                |
| 2013   | OCN       | 금요드라마      | 더 바이러스        | 김세진 역                |
| 2014   | MBC       | 수목드라마      | 미스코리아         | 이윤 역                  |
| 2014   | tvN       | 금요드라마      | 꽃할배 수사대      | 박태민 역                |
| 2015   | SBS       | 토요드라마      | 심야식당           | 피자가게사장 역          |
| 2016   | tvN       | 금토드라마      | 기억               | 신영진 역                |
| 2016   | SBS       | 월화드라마      | 닥터스             | 공병두 역                |
| 2016   | O'live    | 월화드라마      | 고양이띠 요리사    | 여문준 역                |
| 2017   | JTBC      | 금토드라마      | 품위있는 그녀      | 강기호 역                |
| 2017   | JTBC      | 월화드라마      | 그냥 사랑하는 사이 | 서주원 역                |
| 2018   | SBS       | 주말특별기획    | 운명과 분노        | 진태오 역                |
| 2019   | SBS       | 수목드라마      | 닥터 탐정          | 최태영 역                |
| 2020   | JTBC      | 월화드라마      | 18 어게인          | 최일권 역                |
| 2022   | JTBC      | 토일드라마      | 나의 해방일지      | 조태훈 역                |
| 2023   | JTBC      | 토일드라마      | 대행사             | 정재훈 역                |
| 2023   | JTBC      | 수목드라마      | 기적의 형제        | 이명석 역                |
| 2023   | MBC       | 금토드라마      | 밤에 피는 꽃       | 박윤학 역                |
| 2024   | Netflix   | 오리지널 드라마 | 트렁크             | 서도하 역                |
| 미확정 | 미확정    | 드라마          | 사자               |                          |

### 연극
| 연도 | 제목 | 역할                |
| ---- | ---- | ------------------- |
| 2002 | 햄릿 | 포틴브라스 역(단역) |

### 영화
| 연도 | 제목                     | 역할               |
| ---- | ------------------------ | ------------------ |
| 2003 | 클래식                   | 윤태수 역          |
| 2004 | 내 여자친구를 소개합니다 | 왕자 4 역          |
| 2004 | 그 놈은 멋있었다         | 김한성 역          |
| 2004 | 돌려차기                 | 석봉 역            |
| 2005 | 극장전                   | 전상원 역          |
| 2005 | 새드무비                 | 상규 역            |
| 2006 | 사랑을 놓치다            | 상식 역            |
| 2006 | 해변의 여인              | 자작나무 관리인 역 |
| 2007 | 207가의 디귿자 아파트    | 재 역              |
| 2007 | 좋지 아니한가            | 진성 역            |
| 2007 | 두 사람이다              | 박현중 역          |
| 2008 | 스토리 오브 와인         | 소믈리에 민성역    |
| 2008 | 기다리다 미쳐            | 기성 역            |
| 2008 | 달콤한 거짓말            | 강민우 역          |
| 2010 | 웨딩드레스               | 지훈 역            |
| 2011 | 우리 이웃의 범죄         | 이태헌 형사 역     |
| 2013 | 콩나물                   | 남편 일홍 역       |
| 2014 | 추적자                   | 형사 역            |
| 2016 | 시간이탈자               | 이태수 형사 역     |
| 2017 | 여교사                   | 최민호 역          |

### TV 프로그램
| 연도      | 방송사                        | 제목                           | 비고              |
| --------- | ----------------------------- | ------------------------------ | ----------------- |
| 2004      | SBS                           | 실제상황 토요일 X맨            | 게스트 (7기, 8기) |
| 2008      | SBS                           | 해피투게더 시즌 2              | 게스트            |
| 2008      | SBS                           | 연예시대                       | 게스트            |
| 2011      | O'live                        | 푸드 에세이                    | MC                |
| 2012      | SBS                           | 강심장                         | 게스트            |
| 2013      | SBS                           | 맨발의 친구들                  | 게스트            |
| 2013      | Y-STAR                        | 노는오빠                       | MC                |
| 2014      | MBC                           | 라디오스타                     | 게스트            |
| 2014      | Y-STAR                        | 프렌즈 in 마카오               |                   |
| 2015      | MBC                           | 진짜 사나이 2                  |                   |
| 2015      | tvN                           | 뇌섹시대 - 문제적남자          | 게스트            |
| 2016      | tvN                           | 바벨 250                       |                   |
| 2016      | SBS                           | 런닝맨                         | 게스트            |
| 2017      | KBS2                          | 배틀 트립                      | 게스트            |
| 2017      | tvN, OLIVE                    | 서울 메이트                    | 게스트            |
| 2020~2021 | KBS2 • 디스커버리 채널 코리아 | 땅만빌리지                     | 고정              |
| 2022      | KBS1                          | 다큐On 129회 : 숲 FoRest       | 출연, 내레이션    |
| 2022      | SBS                           | 꼬리에 꼬리를 무는 그날 이야기 | 게스트            |
| 2023      | tvN                           | 2억9천: 결혼전쟁               | 진행              |

### 라디오 프로그램
| 연도 | 방송사 | 제목                           |
| ---- | ------ | ------------------------------ |
| 2016 | EBS    | EBS 책 읽는 라디오 낭독 시리즈 |

### 뮤직비디오
| 연도 | 아티스트 | 곡명                  |
| ---- | -------- | --------------------- |
| 2002 | 노을     | 100일 동안            |
| 2006 | 브라이언 | 일년을 겨울에 살아    |
| 2009 | KCM      | 멀리있기              |
| 2012 | 김형준   | 미니앨범 2집 'ESCAPE' |
| 2012 | 나얼     | 바람기억              |

## 수상 및 후보
| 연도 | 시상식                       | 부문                           | 작품             | 결과 |
| ---- | ---------------------------- | ------------------------------ | ---------------- | ---- |
| 2005 | KBS 연기대상                 | 남자 신인상                    | 이 죽일놈의 사랑 | 후보 |
| 2006 | MBC 연기대상                 | 남자 신인상                    | 발칙한 여자들    | 후보 |
| 2008 | 제1회 대한민국 주얼리 어워드 | 에메랄드상                     | 빈칸             | 수상 |
| 2013 | 제8회 아시아모델시상식       | 모델스타상                     | 빈칸             | 수상 |
| 2016 | 제9회 코리아드라마어워즈     | 핫스타상                       | 빈칸             | 수상 |
| 2017 | 제10회 코리아 드라마 어워즈  | 남자 우수연기상                | 품위있는 그녀    | 후보 |
| 2019 | SBS 연기대상                 | 미니시리즈부문 남자 우수연기상 | 닥터탐정         | 후보 |
| 2022 | 코리아드라마어워즈           | 남자 우수연기상                | 나의 해방일지    | 수상 |

## 홍보대사
| 연도    | 홍보대사                         |
| ------- | -------------------------------- |
| 2013. 9 | 제2회 베트남한국영화제 홍보대사  |
| 2009. 5 | 경기도 아동 청소년 명예 홍보대사 |